# Monaco ai XXI Giochi olimpici invernali
Monaco ha partecipato ai XXI Giochi olimpici invernali di Vancouver, che si sono svolti dal 12 al 28 febbraio 2010, con una delegazione di 3 atleti.

## Bob
| Gara               | Equipaggio                         | Manche 1 | Manche 2 | Manche 3 | Manche 4 | Totale  | Posizione |
| ------------------ | ---------------------------------- | -------- | -------- | -------- | -------- | ------- | --------- |
| Bob a due maschile | Patrice Servelle Sébastien Gattuso | 52"96    | 52"61    | 52"71    | 52"56    | 3'30"84 | 19        |

## Sci alpino
| Gara           | Atleta            | 1° manche  | 2° manche | Tempo totale | Posizione |
| -------------- | ----------------- | ---------- | --------- | ------------ | --------- |
| Gigante        | Alexandra Coletti | non finito |           |              |           |
| Super-g        | Alexandra Coletti | 1'24"56    | 1'24"56   | 1'24"56      | 25        |
| Discesa        | Alexandra Coletti | 1'48"92    | 1'48"92   | 1'48"92      | 24        |
| Supercombinata | Alexandra Coletti | 1'26"74    | 47"07     | 2'13"81      | 19        |